# كاران خاشانوف
كاران خاشانوف (بالروسية: Каре́н Хача́нов) (مواليد 21 مايو 1996 في موسكو)، هو لاعب كرة مضرب روسي بدأ مسيرته كمحترف سنة 2013 يلعب باليد اليمنى ويحتل حالياً المرتبة رقم. 53 (29 مايو 2017) في تصنيف رابطة محترفي كرة المضرب. أعلى تصنيف له في الفردي كان المركز الـ 42 في سنة 2017. أعلى تصنيف له في الزوجي كان المركز الـ 254 في سنة 2017.

## روابط خارجية
- كاران خاشانوف على موقع رابطة محترفي التنس (الإنجليزية)
- كاران خاشانوف على موقع الاتحاد الدولي لكرة المضرب (الإنجليزية)
- كاران خاشانوف على موقع كأس ديفيز (الإنجليزية)
- كاران خاشانوف على موقع خلاصة التنس.كوم (الإنجليزية)
- كاران خاشانوف على موقع إي إس بي إن.كوم (الإنجليزية)
- كاران خاشانوف على موقع اللجنة الأولمبية الدولية (الإنجليزية)
- كاران خاشانوف على موقع أوليمبيديا (الإنجليزية)